# 154 (liczba)
154 (sto pięćdziesiąt cztery) – liczba naturalna następująca po 153 i poprzedzająca 155.

## W matematyce
- 154 jest liczbą sfeniczną[1]
- 154 jest liczbą przylegającą[2]
- 154 jest liczbą niebędącą rozwiązaniem funkcji Eulera (ang. nontotient)[3]
- 154 jest sumą sześciu kolejnych silni (0! + 1! + 2! + 3! + 4! + 5!)
- 154 jest palindromem liczbowym, czyli może być czytana w obu kierunkach, w pozycyjnym systemie liczbowym o bazie 6 (66), bazie 8 (232), bazie 9 (181), bazie 13 (BB) oraz bazie 21 (77)
- 154 należy do dziewięciu trójek pitagorejskich (72, 154, 170), (154, 528, 550), (154, 840, 854), (154, 5928, 5930).

## W nauce
- liczba atomowa unpentquadium (niezsyntetyzowany pierwiastek chemiczny)
- galaktyka NGC 154
- planetoida (154) Bertha
- kometa krótkookresowa 154P/Brewington

## W kalendarzu
154. dniem w roku jest 3 czerwca (w latach przestępnych jest to 2 czerwca). Zobacz też co wydarzyło się w roku 154, oraz w roku 154 p.n.e.

## W Biblii
- 154 ryb liczyła całkowita liczba liczb we fragmencie (J 21,1-14).